# Rasmus Henning
Rasmus Henning (Kopenhagen, 13 november 1975) is een Deens triatleet uit Farum. Hij nam tweemaal deel aan de Olympische Spelen, maar won hierbij geen medailles.

## Biografie
In 2001 behaalde hij in eigen land een tweede plek tijdens het WK triatlon op de lange afstand. In 2004 werd hij Europees kampioen in Valencia. Later dat jaar nam hij deel aan de triatlon op de Olympische Zomerspelen van Athene. Hij werd hij zevende in een tijd van 1:52.37,32. Vier jaar later op de Olympische Spelen van 2008 in Peking behaalde hij wederom een toptienklassering. Met een tijd van 1:49.57,47 werd hij namelijk achtste.
Momenteel? woont hij in Farum.

## Titels
- Europees kampioen triatlon op de olympische afstand - 2004
- Deens kampioen triatlon op de olympische afstand - 2000, 2002
- Deens kampioen triatlon op de sprintafstand - 2000
- Deens kampioen triatlon op de lange afstand - 2000
- Deens kampioen duatlon - 2000

## Belangrijke prestaties

### triatlon
- 2001: 14e EK olympische afstand in Karlovy Vary - 2:06.31
- 2001:  WK lange afstand in Fredericia - 8:25.46
- 2002: 4e EK olympische afstand in Győr - 1:48.02
- 2002: 11e WK olympische afstand in Cancún - 1:52.35
- 2003:  ITU wereldbekerwedstrijd in Athene
- 2003:  ITU wereldbekerwedstrijd in Cancún
- 2003:  ITU wereldbekerwedstrijd in Ishigaki
- 2003: 4e EK olympische afstand in Karlovy Vary - 1:56.50
- 2004:  triatlon van Holten
- 2004:  ITU wereldbekerwedstrijd in Hamburg
- 2004:  EK olympische afstand in Valencia - 1:48.09
- 2004: 17e WK olympische afstand in Funchal - 1:43.02
- 2004: 7e Olympische Spelen in Athene - 1:52.37,32
- 2006: 27e WK olympische afstand in Lausanne - 1:55.08
- 2007: 4e EK olympische afstand in Kopenhagen - 1:52.32
- 2007: 42e WK olympische afstand in Hamburg - 1:46.35
- 2008: 8e Olympische Spelen in Peking - 1:49.57,47
- 2009:  EK lange afstand in Praag - 5:32.54
- 2009: 5e Ironman Hawaï - 8:28.17
- 2010:  Challenge Roth - 7:52.36

- Gemeinsame Normdatei: 1023052342
- Virtual International Authority File: 316481531
- WorldCat: E39PBJdx4VxCtFGQ9pXcHv6BT3